# 滝瑛子 (1928年生)
滝 瑛子（たき えいこ、本名：内山 房代、1928年9月10日 - 没年不明）は、日本の女優。妹に女優の藤代鮎子、歌手（スリー・キャッツ）の上原由里がいる。別芸名は大滝英洧子。
東京市京橋区銀座生まれ。大阪市立田辺家政高等女学校を中退し、1946年、松竹家庭劇に入団。47年5月、松竹京都に入社し大曽根辰夫監督の「花ある星座」でデビュー。以後、脇役で多数の映画に出演。58年、松竹のカメラマン太田真一と結婚のため退社。
同年、大滝英洧子と改名し、開局したばかりのラジオ京都（現在の京都放送）で童話の朗読を始める。以後TVドラマの出演も増える。1966年、離婚。